# فیسکسئترا
شهر فیسکسئترا (به سوئدی: Fisksätra) در ناحیه شهری نکه در کشور سوئد واقع شده‌است. جمعیت این شهر ۶۷۱۲٫۳  نفر است.